# Viol en première page
Pour les articles homonymes, voir Viol (homonymie).
Pour plus de détails, voir Fiche technique et Distribution.
Viol en première page (Sbatti il mostro in prima pagina) est un film dramatique italien  de Marco Bellocchio sorti en 1972.

## Synopsis
Dans un contexte politique particulièrement explosif, le journal conservateur milanais Il Giornale affiche envers et contre tout son soutien à la classe patronale. Se préparant à des élections qui s'annoncent houleuses, la rédaction, menée par le peu scrupuleux Bizanti, met d'ailleurs tout en œuvre pour orienter l'opinion publique, profitant d'une sombre affaire de crime sexuel pour l'émouvoir. Le sinistre fait divers est ainsi monté en épingle et Mario Boni, jeune militant communiste soupçonné du meurtre, est très vite désigné comme coupable en première page afin de mieux discréditer les différents courants gauchistes. Intrigué par de criantes anomalies dans la façon dont est menée l'enquête, le jeune reporter Roveda, d'abord docile, finit par démonter la vaste machination médiatique dans laquelle se sont engagés ses employeurs et découvre le véritable coupable.

## Fiche technique
- Titre original : Sbatti il mostro in prima pagina
- Titre américain : Slap the Monster on Page One
- Réalisation : Marco Bellocchio
- Scénario : Sergio Donati, Goffredo Fofi
- Production : Ugo Tucci, Claudio Mancini
- Musique : Ennio Morricone, Nicola Piovani
- Photographie : Luigi Kuveiller, Erico Menczer
- Montage : Ruggero Mastroianni
- Décors : Luigi Scaccianoce
- Costumes : Franco Carretti
- Pays d'origine : Italie, France
- Format : Couleurs (Eastmancolor) - Mono -
- Genre : Drame, thriller, satire politique
- Durée : 85 minutes
- Dates de sortie : 1972
- Affiche : René Ferracci (France)

## Distribution
- Gian Maria Volonté (VF : Marcel Bozzuffi) : Bizanti, directeur de la rédaction de Il Giornale
- Fabio Garriba (VF : Jean-François Poron) : Roveda
- Carla Tatò : l'épouse de Bizanti
- Jacques Herlin (VF : Jacques Thébault) : Lauri
- John Steiner (VF : Bernard Tiphaine) : Ingegner Montelli, propriétaire de Il Giornale
- Michel Bardinet (VF : Jacques Beauchey) : un membre de la rédaction
- Jean Rougeul (VF : Michel Etcheverry) : le rédacteur en Chef
- Corrado Solari (VF : Bernard Murat) : Mario Boni
- Laura Betti : Rita Zigai
- Enrico Di Marco (VF : Jacques Deschamps) : le commissaire
- Gianni Solaro (VF : Jean Berger) : le professeur Italo Martini
- Silvia Kramar (VF : Sylviane Margollé) : Maria Grazia Martini
- Massimo Patrone (VF : Antoine Marin) : l'appariteur de l'école
- Luigi Antonio Guerra (VF : Yves-Marie Maurin) : un militant gauchiste à la conférence de presse

### Acteurs non crédités
- Ignazio La Russa (VF : Jacques Deschamps) : l'orateur du M.S.I.
- Gisella Burinatto (VF : Marcelle Lajeunesse) : la secrétaire de rédaction du journal
- Gérard Boucaron (VF : Jacques Beauchey) : un militant gauchiste à la conférence de presse

## Commentaire
Sur un ton réaliste proche du documentaire, le film dénonce sans détour tous les rouages d'une classique manipulation médiatique. Ce titre s'inscrit en outre dans un courant politiquement engagé (ouvertement à gauche) de la cinématographie italienne du début des années 1970. Acteur emblématique de cette veine, Gian Maria Volonté incarne un personnage au cynisme tout à fait comparable à celui qu'il joua dans le film oscarisé Enquête sur un citoyen au-dessus de tout soupçon (1970) d'Elio Petri.

## Autour du film
Scénariste ayant plusieurs fois fait ses preuves auprès de Sergio Leone, Sergio Donati, auteur de l'histoire originale et d'une première version du scénario, dut renoncer, pour des raisons de santé, à réaliser le projet qui échut donc au cinéaste Marco Bellocchio. À ce jour, aucune autre réalisation n'a depuis été proposée à Donati qui continuera pourtant une prolifique carrière de scénariste.